# On Air Design
Mit On Air Design (häufig auch On-Air-Design, kurz OAD) wird das visuelle Erscheinungsbild eines Fernsehsenders oder einer Sendung bezeichnet, ähnlich dem Corporate Design eines Unternehmens. Zappt der Zuschauer durch die Kanäle, sollte er innerhalb von Bruchteilen einer Sekunde erkennen, welches Fernsehprogramm auf dem Bildschirm zu sehen ist.

## Erscheinungsbild eines Programms
Das allgemeine Erscheinungsbild eines Programms umfasst meist das Logo/Signet, eine markante Farbgebung, sowie die Typografie und die Anordnung der einzelnen Gestaltungselemente auf dem Bildschirm. Eine spezielle Aufbereitung des Ton- und Bildsignals ist eine weitere Möglichkeit, einen Fernsehsender eindeutig identifizierbar zu gestalten. Erscheinungsbilder werden sowohl für einen Fernsehsender entwickelt, als auch für Fernsehsendungen. Für die Gestaltung einer Fernsehsendung sind sowohl das Erscheinungsbild des Senders als auch der jeweiligen Sendung zu beachten.

## Eigenwerbung eines Senders
Die Eigenwerbung eines Senders wird auch On Air Promotion genannt. Mittels kurzen Film- oder Animationssequenzen wird auf bestimmte Sendungen hingewiesen. Dies können Trailer oder Teaser sein.
Früher bestanden Programmhinweise aus einfachen Schautafeln mit Text. Durch die Notwendigkeit, Zuschauer für den Sender zu gewinnen bzw. dauerhaft an den Sender zu binden, um eine möglichst hohe Einschaltquote zu erlangen, werden Programmhinweise inzwischen sehr aufwendig produziert. On Air Design wird häufig der Postproduktion zugeordnet, obwohl es sich nicht um eine Nachbearbeitung handelt, sondern vielmehr um eigens produzierte Elemente. Neben Filmausschnitten der anzukündigenden Sendung werden Elemente aus dem Visual-Effects-Bereich (2D-, 3D-Animationen, Compositing) mit typografischen Elementen verbunden, dies ist wiederum als Motion-Design bekannt.

## Weitere Anwendungsbereiche
Elemente und Techniken des On Air Designs werden zunehmend in den vielfältigsten Produktionen eingesetzt. In Werbefilmen wird das Erscheinungsbild der Marke mit grafischen und typografischen Mitteln umgesetzt. Für Non-Fiction-Produktionen (Nachrichtensendungen, Reportagen, wissenschaftliche Sendungen etc.) werden komplexe Zusammenhänge mit den Mitteln des On Air Designs visualisiert. Die einfachste Form des On Air Designs ist ein Schriftgenerator zum Einblenden von Informationen in Textform.

## Ausbildung und Studium
Zur Ausbildung zum jungen Berufsbild „On Air Designer“ gibt es verschiedene Ausbildungsangebote:
- An der Bayerischen Akademie für Fernsehen e. V. werden im Studiengang Animation und Visual Effects (Animation + VFX) Grundlagen des On-Air-Designs sowohl in theoretischer Hinsicht als auch in praktischen Projekten vermittelt.[1]
- Im Rahmen eines Studiums besteht seit 2005 der Studiengang „On Air Design“[2] an der Mediadesign Hochschule in Berlin, Düsseldorf und München. Die Filmakademie Baden-Württemberg bietet im Anschluss an das Grundstudium Film- & TV-Design an.
- Im Anschluss an eine abgeschlossene Hochschulausbildung im Bereich visuelle Kommunikation oder Grafik-Design bildet der WDR im Rahmen des 18-monatigen Volontariats aus[3].
- In der Ausbildung zum Mediengestalter Bild und Ton werden Teilbereiche des On-Air-Designs vermittelt.